# Santa Teresa di Riva
Santa Teresa di Riva település Olaszországban, Szicília régióban, Messina megyében. Lakosainak száma 9335 fő (2023. január 1.). Santa Teresa di Riva Casalvecchio Siculo, Furci Siculo, Sant’Alessio Siculo és Savoca községekkel határos.

## Népesség
A település lakossága az elmúlt években az alábbi módon változott:
| Lakosok száma | 9368 | 9403 | 9335 |
|               | 2017 | 2018 | 2023 |